# 2702 Batrakov
2702 Batrakov este un asteroid din centura principală, descoperit pe 26 septembrie 1978 de Liudmila Juravliova.